# 巴特爾克里克 (內布拉斯加州)
巴特爾克里克（英語：Battle Creek）是位於美國內布拉斯加州麥迪遜縣的城市。

## 人口
根據2020年美國人口普查的數據，巴特爾克里克的面積為1.83平方千米，皆為陸地。當地共有人口1194人，而人口密度為每平方千米652人。